# 8月4日 (旧暦)
旧暦8月4日（きゅうれきはちがつよっか）は、旧暦8月の4日目である。六曜は大安である。

## できごと
- 治承元年（ユリウス暦1177年8月29日） - 安元より治承に改元
- 寛永11年（グレゴリオ暦1634年9月25日） - 江戸幕府が譜代大名に妻子の江戸居住を命じる

## 誕生日
- 天保元年（グレゴリオ暦1830年9月20日） - 吉田松陰、思想家（+ 1859年）

## 忌日
- 神護景雲4年（ユリウス暦770年8月28日） - 称徳天皇（孝謙天皇）、46・48代天皇（*718年）
- 元和9年（グレゴリオ暦1623年8月29日） - 黒田長政、武将・初代福岡藩主（* 1568年）